# フォンデル公園

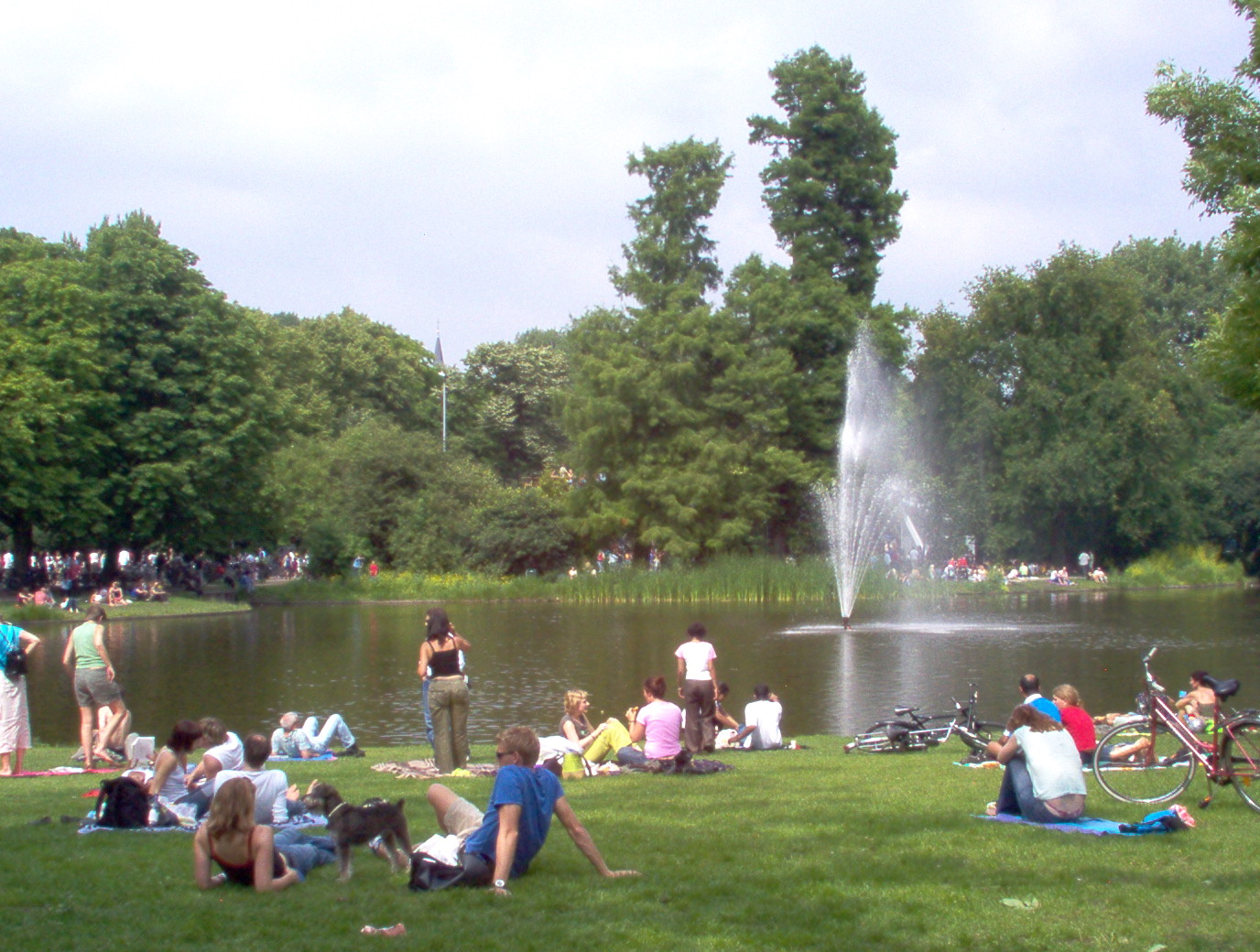
フォンデル公園

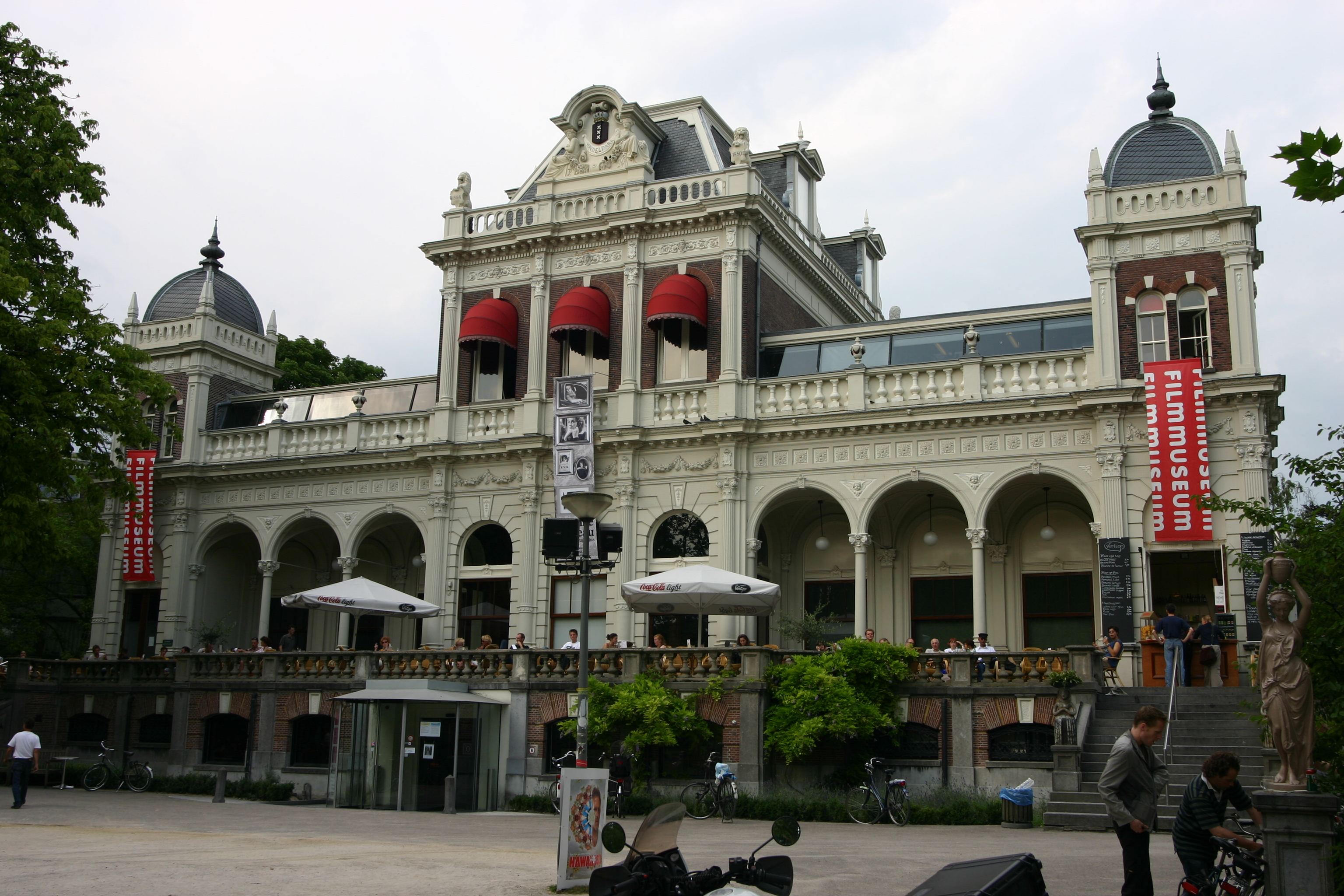
フィルム博物館

フォンデル公園（フォンデルこうえん、Vondelpark）はオランダ アムステルダムの南西区（Oud-Zuid）にある公園で、アムステルダム市街地にある公園では最大の面積を持つ。繁華街ライツェ広場の南西、国立美術館やゴッホ美術館のあるミュージアム広場の北西に位置している。
公園は1865年に開設され、当時は『新公園（Nieuwe Park）』と呼ばれていたが、後に17世紀の作家ヨースト・ファン・デン・フォンデルに因み現在の公園名に変更された。現在では、毎年1000万人の来訪者を迎えている。公園内にはオランダ・フィルム博物館や野外劇場があり、隣接してユースホステルもある。市街地を東西に横切る長い敷地を持っているため、園路は自転車道としても多くの人に活用されている。

## 概要
- 面積 47ヘクタール
- 開設 1865年

## 主な施設

### オランダ・フィルム博物館
映画に関する展示と、映像館がある国立施設である。19世紀に建てられた展覧会場の建物を利用している。19世紀の無声映画から、現代のデジタル編集技術までが展示されている。

### 野外劇場
6月から8月にかけて、屋外劇場が開かれる会場。

### ユースホステル
公園に隣接してフォンデル公園ユースホステル（Stayokay Amsterdam Vondelpark）がある。約500名が宿泊できる規模である。

## 近隣の公共施設
- ライツェ広場
- 市立劇場
- アムステルダム国立美術館
- ゴッホ美術館